# Artspace (Окленд, Новая Зеландия)
Artspace NZ (англ. ARTSPACE) — галерея современного искусства, располагающаяся в районе Ньютон новозеландского города Окленд; открылась в 1987 году, ставит себе целью продвижение современного новозеландского искусство на международной арт-сцене и, одновременно, представление международных авторов в Новой Зеландии; галерея, управляемая некоммерческим фондом, проводит временные выставки начинающих авторов; являлась площадкой ежегодного фестиваля экспериментальной музыки «ARTSPACE / alt.music»

## История и описание
Галерея современного искусства «Artspace NZ», более известная как «ARTSPACE» или «Artspace Aotearoa», была основана в Окленде (Новая Зеландия) в 1987 году; она расположена в районе Ньютон, на улице Карангахапе-роуд. С момента своего появления она была ориентирована как на современное новозеландское искусство, так и на представлением местной аудитории произведений зарубежных авторов. Галерея управляется попечительского совета одноимённого благотворительного фонда: попечители назначают директора галереи со сроком пребывания в должности до трех лет — в течение данного срока директор формирует и курирует выставочную программу. Предполагается, что подобная регулярная смена директоров позволяет изменять и саму выставочную политику, обновляя программу на регулярной основе. С 2019 года директором галереи является независимый куратор Ремко де Блайдж (Remco de Blaaij), возглавлявший в 2012 году британский центр современного искусства «CCA Glasgow».
Частью своей политики галерея видит выставление работ местных начинающих художников, чьи портфолио еще недостаточно сформированы, для представления в пространствах крупных публичных галереей. Благодаря такому подходу первые выставки целого ряда в будущем известных новозеландских художников прошли в стенах «Artspace NZ». Помимо выставочного пространства, музейное здание включает в себя публичный читальный зал, доступный для исследователей современного искусства; в нём проводятся и несколько образовательных программ. В начале 2000-х годов, в течение нескольких лет, в помещениях галерее проходил ежегодный фестиваль экспериментальной музыки «ARTSPACE / alt.music».
Среди художников, выставлявшихся в ARTSPACE’е были такие авторы как Билли Эппл (1997, 2004, 2015), Юки Кихара (2017), Жюстин Курланд (2002), Майкл Парековай (1999), Питер Робинсон (род. 1966; выставки проходили в 1998 и 2006), Ава Сеймур (1997), Сол Стейнберг (2012), Шеннон Те Ао (2017), Фрэнсис Апритчард (Francis Upritchard, 2005) и Ронни ван Хаут (Ronnie van Hout, 1997). В 2018—2019 годах в галере прошла персональная выставка Фионы Джек «Fiona Jack: Riverbed».